# Ysco
Ysco NV je belgický výrobce zmrzliny. Společnost byla založena roku 1949. Patří do mlékárenského družstva Milcobel a zaměřuje se především na výrobu zmrzliny privátních značek pro evropské maloobchodní řetězce. Společnost patří mezi největší výrobce zmrzlin v Evropě.
V roce 2009 společnost vyrobila 180 000 000 litrů zmrzliny.